# 相对论粒子
在粒子物理中，相对论粒子指的是动能超过静质量能或者与之匹敌的基本粒子。由于静质能量满足爱因斯坦的质能方程{\displaystyle E=m_{0}c^{2}}，故也可以说当粒子速度接近光速时，即可被称为相对论粒子。常见的相对论粒子如光子，其狭义相对论的效应可以由狄拉克方程描述。
根据狭义相对论，一般粒子的能量-动能关系可以描述为 ：
| {\displaystyle E^{2}=(p{\textrm {c}})^{2}+\left(m_{0}{\textrm {c}}^{2}\right)^{2}\,} |  | 1 |

其中 {\displaystyle E}为能量，{\displaystyle p} 为动量， 而 {\displaystyle m_{0}} 为粒子的静质量。当静质量趋近于零时（如光子），或动量足够大时（如经由加速器加速的质子），此关系坍缩为线性，即：
| {\displaystyle E=p{\textrm {c}}} |  | 2 |

这种线性关系与经典粒子中抛物线形状的能量-动量关系具有显著区别。因此，在粒子物理实践中，线性或者至少是非抛物线性的能量-动量色散关系，被认为是相对论粒子的基本特性，并因其上述成因被分为无质量（massless）和具质量（massive）相对论粒子。
在实验中，具质量相对论粒子的成因是因为其动能接近或超过静质能量{\displaystyle E=m_{0}c^{2}}。当具质量粒子的总质能为静质能量的至少两倍时，即常被实验学家视为具有相对论性。根据洛伦兹因子公式，此时，其实际速度应不低于光速的85%。这样的粒子常可在粒子加速器 或者宇宙射线中产生。 在天体物理的研究中, 人们还发现活动星系和类星体的中心会生成相对论性等离子体的喷流 另外，利用穿越辐射探测器观测高速粒子时，科研人员还发现，当带电相对论粒子穿过具有不同介电常数的两个媒体的界面时即会产生的穿越辐射。

## 桌面相对论粒子

2012年4月24日，麻省理工学院在其官方主页报道了由唐爽和崔瑟豪斯夫人提出的“唐-崔瑟豪斯理论”。该理论提出了在固体材料中构建各向异性的桌面相对论粒子的系统性方法。

相对论电子也可存在于固体材料中， 包括石墨烯、拓扑绝缘体、铋锑合金等半金属材料, 和过渡金属二卤化物 、黑磷单层 等半导体材料。这些材料中的晶格电子的量子效应和相对论效应均可以用狄拉克方程描述，因此被称为桌面相对论电子或者桌面狄拉克电子。唐爽和崔瑟豪斯夫人通过进一步研究，提出了“唐-崔瑟豪斯理论”。该理论提出了在固体材料中构建各向异性的桌面相对论粒子的系统性方法。
桌面相对论粒子的发现为研发新型电子器件、计算机和深入探索狭义相对论效应提供了全新的途径。

## 相关内容
- 超相对论粒子（英语：Ultrarelativistic limit）
- 狭义相对论
- 相对论波动方程（英语：Relativistic wave equations）
- 洛伦兹因子
- 相对论质量
- 相对论等离子体（英语：Relativistic plasma）
- 相对论射流
- 相对论光束（英语：Relativistic beaming）
- 等离子体

## 备注
1. ↑  例如在大型强子对撞机中超过13太电子伏特的碰撞中， 即可产生总质能超过静质能6927倍的相对论质子，其实际速度可以达到光速的99.999998958160351322% 。
2. ↑  例如 Oh-My-God 粒子。